# Rödkronad barbett
Rödkronad barbett	(Psilopogon rafflesii) är en fågel i familjen asiatiska barbetter inom ordningen hackspettartade fåglar.

## Utseende och läte
Rödkronad barbett är en stor (26 cm) och satt grön barbett. Båda könen har röd hjässa, en röd fläck framför ögat och på sidan av halsen, svart och gult ansikte, brett ögonbrynsstreck och blå strupe. Den skiljer sig från liknande arter genom kombination av helt röd hjässa, blå linke över ögat och gul fläck i ansiktet. Sången inleds med låga "took" som sedan accelererar, ibland avslutat i en snabb drill. Den upprepas monotont, två till tre gånger i minuten.

## Utbredning och systematik
Fågeln förekommer i södra Myanmar och på Malackahalvön, Sumatra, Borneo, Bangka och Belitung. Den behandlas som monotypisk, det vill säga att den inte delas in i några underarter.

### Släktestillhörighet
Arten placerades tidigare liksom de allra flesta asiatiska barbetter i släktet Megalaima, men DNA-studier visar att eldtofsbarbetten (Psilopogon pyrolophus) är en del av Megalaima. Eftersom Psilopogon har prioritet före Megalaima, det vill säga namngavs före, inkluderas numera det senare släktet i det förra.

## Levnadssätt
Rödkronad barbett hittas i låglänta områden, under 600 meters höjd på asiatiska fastlandet, mestadels under 250 meter på Borneo och under 500 meter på Sumatra. Den bebor ursprunglig skog liksom uppvuxen ungskog, Shorea pavonina-skog och dipterokarpskogar på sluttningar. Den kan också förekomma i gummiplantage eller odlingar med durian (Durio zibethinus). Födan består av olika sorters frukter, men även insekter som den kan gräva ut ur barken med sin kraftiga näbb. Arten häckar januari–juli, mellan november och maj. Boet hackas ut ur ett träd på en till fem meters höjd.

## Status
Arten har en vid utbredning, men förekommer i låglänta städesgröna skogar där skogsarvverkningen är mycket omfattande. Den tros därför minska relativt kraftigt i antal. IUCN kategoriserar den som nära hotad.

## Namn
Fågelns vetenskapliga artnamn hedrar Sir Thomas Stamford Raffles (1781–1826), en brittisk statsman, viceguvernör av Java och grundare av Singapore.